# Persone di nome Hendrik
| Questa pagina contiene informazioni ricavate automaticamente dalle voci biografiche con l'ausilio del template Bio e di un bot. L'aggiornamento è periodico e automatico e ricostruisce completamente la pagina. Se manca una persona in questa lista, sei pregato di non aggiungerla, ma accertati piuttosto che la sua voce biografica contenga il template Bio e che i dati anagrafici siano correttamente compilati. Se il template Bio manca, inseriscilo tu stesso o, in alternativa, metti l'avviso {{tmp\|Bio}} che ne segnala la mancanza. Se i dati riportati sono sbagliati, correggi direttamente la voce biografica; le modifiche saranno visibili in questa lista entro pochi giorni. Per chiarimenti vedi il progetto antroponimi. La lista contiene solo le 96 persone che sono citate nell'enciclopedia e per le quali è stato implementato correttamente il template Bio. Pagina aggiornata al 16 ott 2024. |

Questa è una lista di persone presenti nell'enciclopedia che hanno il prenome Hendrik, suddivise per attività principale.

## Allenatori di calcio(5)
- Henk Bosveld, allenatore di calcio e calciatore olandese (Velp, n. 1941 - † 1998)
- Hendrik Herzog, allenatore di calcio e ex calciatore tedesco (Halle, n. 1969)
- Henk Houwaart, allenatore di calcio e ex calciatore olandese (L'Aia, n. 1945)
- Hendrie Krüzen, allenatore di calcio e ex calciatore olandese (Almelo, n. 1964)
- Hendrik Leatemia, allenatore di calcio, ex calciatore e ex giocatore di calcio a 5 olandese (Winterswijk, n. 1966)

## Allenatori di pallavolo(1)
- Henk-Jan Held, allenatore di pallavolo e ex pallavolista olandese (Renswoude, n. 1967)

## Architetti(1)
- Hendrik Petrus Berlage, architetto olandese (Amsterdam, n. 1856 - L'Aia, † 1934)

## Artigiani(1)
- Hendrik II Reydams, artigiano fiammingo (Bruxelles, n. 1650 - Bruxelles, † 1719)

## Assiriologi(1)
- Hendrik Arent Hamaker, assiriologo, filologo e orientalista olandese (Amsterdam, n. 1789 - Langbroek, † 1835)

## Astronomi(2)
- Hendrik Christoffel van de Hulst, astronomo e matematico olandese (Utrecht, n. 1918 - Leida, † 2000)
- Hendrik van Gent, astronomo olandese (Pernis, n. 1899 - Amsterdam, † 1947)

## Batteristi(1)
- Hendrik Möbus, batterista e criminale tedesco (Sondershausen, n. 1976)

## Calciatori(12)
- Hendrik Bonmann, calciatore tedesco (Essen, n. 1994)
- Henk Groot, calciatore olandese (Zaandijk, n. 1938 - Zaandam, † 2022)
- Hendrik Helmke, ex calciatore tedesco (Winsen, n. 1987)
- Henk van Heukelum, calciatore olandese (L'Aia, n. 1879 - L'Aia, † 1929)
- Hennie van Nee, calciatore olandese (Zwolle, n. 1939 - † 1996)
- Hendrikus Plenter, calciatore olandese (Groninga, n. 1913 - Groninga, † 1997)
- Hendrik Rubeksen, ex calciatore faroese (n. 1983)
- Henk Schijvenaar, calciatore olandese (Haarlem, n. 1918 - Amsterdam, † 1996)
- Hendrik Somaeb, calciatore namibiano (Walvis Bay, n. 1992)
- Henk Vermetten, calciatore olandese (Kralingen, n. 1895 - Scheveningen, † 1964)
- Hendrik Weydandt, ex calciatore tedesco (Gehrden, n. 1995)
- Hendrik van Crombrugge, calciatore belga (Lovanio, n. 1993)

## Canottieri(2)
- Hendrik Offerhaus, canottiere olandese (Venhuizen, n. 1875 - Wassenaar, † 1953)
- Hendrik Reiher, ex canottiere tedesco (Eisenhüttenstadt, n. 1962)

## Cantanti(1)
- Heintje, cantante e attore olandese (Heerlen, n. 1955)

## Cestisti(2)
- Henry Bekkering, ex cestista canadese (Taber, n. 1985)
- Henk Pieterse, ex cestista olandese (n. 1959)

## Chimici(1)
- Hendrik Willem Bakhuis Roozeboom, chimico olandese (Alkmaar, n. 1854 - Amsterdam, † 1907)

## Ciclisti su strada(4)
- Erik Dekker, ex ciclista su strada e dirigente sportivo olandese (Hoogeveen, n. 1970)
- Hennie Kuiper, ex ciclista su strada e dirigente sportivo olandese (Noord Deurningen, n. 1949)
- Henk Nijdam, ciclista su strada e pistard olandese (Haren, n. 1935 - Breda, † 2009)
- Joop Zoetemelk, ex ciclista su strada, pistard e dirigente sportivo olandese (Rijpwetering, n. 1946)

## Compositori(1)
- Hendrik Andriessen, compositore e organista olandese (n. 1892 - † 1981)

## Diplomatici(1)
- Hendrik George de Perponcher Sedlnitsky, diplomatico e generale olandese (L'Aia, n. 1771 - Dresda, † 1856)

## Dirigenti sportivi(1)
- Hendrik Redant, dirigente sportivo e ex ciclista su strada belga (Ninove, n. 1962)

## Economisti(1)
- Hendrik Houthakker, economista olandese (Amsterdam, n. 1924 - Lebanon, † 2008)

## Esploratori(2)
- Hendrik Brouwer, esploratore e ammiraglio olandese (n. 1581 - † 1643)
- Hendrik Hamel, esploratore olandese (Gorinchem, n. 1630 - Gorinchem, † 1692)

## Filologi(1)
- Hendrik Joan Drossaart Lulofs, filologo classico e storico della filosofia olandese (Amersfoort, n. 1906 - Delft, † 1998)

## Fisici(3)
- Hendrik Casimir, fisico e matematico olandese (L'Aia, n. 1909 - Heeze-Leende, † 2000)
- Hendrik Lorentz, fisico olandese (Arnhem, n. 1853 - Haarlem, † 1928)
- Hendrik Anthony Kramers, fisico olandese (Rotterdam, n. 1894 - † 1952)

## Fisiologi(1)
- Hendrik Zwaardemaker, fisiologo e inventore olandese (Haarlem, n. 1857 - Utrecht, † 1930)

## Giocatori di football americano(2)
- Hendrik Scharnbacher, giocatore di football americano tedesco (n. 1989)
- Hendrik Schwarz, giocatore di football americano tedesco (Marburgo, n. 1996)

## Giornalisti(1)
- Hendrik Willem van Loon, giornalista, storico e scrittore olandese (Rotterdam, n. 1882 - Greenwich, † 1944)

## Incisori(1)
- Hendrik van der Borcht il Vecchio, incisore e pittore fiammingo (Bruxelles, n. 1583 - Francoforte sul Meno, † 1651)

## Ingegneri(1)
- Hendrik Wade Bode, ingegnere statunitense (Madison, n. 1905 - Cambridge, † 1982)

## Mercanti(1)
- Hendrik Carloff, mercante e avventuriero svedese (Rostock, n. 1621 - † 1684)

## Militari(2)
- Hendrik van den Bergh, militare olandese (Brema, n. 1573 - † 1638)
- Hendrik Trajectinus, Conte di Solms, militare danese (Utrecht, n. 1636 - Neerwinden, † 1693)

## Mineralogisti(1)
- Hendrik Enno Boeke, mineralogista e chimico olandese (Wormerveer, n. 1881 - Francoforte sul Meno, † 1918)

## Musicisti(1)
- Hendrik Stedler, musicista tedesco (Hannover, n. 1968)

## Organari(1)
- Hendrik Ahrend, organaro tedesco (Leer, n. 1963)

## Ornitologi(1)
- Hendrik Cornelis Siebers, ornitologo olandese (Surabaya, n. 1890 - † 1949)

## Pallamanisti(1)
- Hendrik Pekeler, pallamanista tedesco (Itzehoe, n. 1991)

## Pallanuotisti(2)
- Henk Hermsen, pallanuotista olandese (Hilversum, n. 1937 - † 2022)
- Rik Toonen, ex pallanuotista olandese (Arnhem, n. 1954)

## Piloti automobilistici(1)
- Nyck de Vries, pilota automobilistico olandese (Sneek, n. 1995)

## Pistard(2)
- Henk Cornelisse, ex pistard olandese (Amsterdam, n. 1940)
- Hendrik Ooms, pistard olandese (Halfweg, n. 1916 - L'Aia, † 1993)

## Pittori(10)
- Hendrik Abbé, pittore e incisore olandese (Anversa, n. 1639)
- Hendrik van der Borcht il Giovane, pittore tedesco (Frankenthal, n. 1614 - † 1676)
- Hendrik de Cort, pittore fiammingo (Anversa, n. 1742 - Londra, † 1810)
- Hendrik Dirk Kruseman van Elten, pittore olandese (Alkmaar, n. 1829 - Parigi, † 1904)
- Hendrik Van der Haert, pittore e incisore belga (Lovanio, n. 1790 - Gand, † 1846)
- Hendrik Willem Mesdag, pittore olandese (Groninga, n. 1831 - L'Aia, † 1915)
- Hendrik van Steenwijck I, pittore olandese (Kampen - Francoforte sul Meno, † 1603)
- Hendrik Voogd, pittore olandese (Amsterdam, n. 1768 - Roma, † 1839)
- Hendrik Cornelisz Vroom, pittore, incisore e disegnatore olandese (Haarlem, n. 1562 - Haarlem, † 1640)
- Hendrik van den Broeck, pittore fiammingo (Malines - Roma, † 1597)

## Poeti(2)
- Hendrik Marsman, poeta olandese (Zeist, n. 1899 - Canale della Manica, † 1940)
- Hendrik van Veldeke, poeta fiammingo (Veldeke)

## Politici(2)
- Hendrik Brugmans, politico olandese (Amsterdam, n. 1906 - Bruges, † 1997)
- Hendrik Frensch Verwoerd, politico e psicologo sudafricano (Amsterdam, n. 1901 - Città del Capo, † 1966)

## Produttori discografici(1)
- Pantha du Prince, produttore discografico, musicista e compositore tedesco (Bad Wildungen, n. 1975)

## Rugbisti a 15(3)
- Naas Botha, ex rugbista a 15 e allenatore di rugby a 15 sudafricano (Breyten, n. 1958)
- Hennie le Roux, ex rugbista a 15 e dirigente sportivo sudafricano (Grahamstown, n. 1967)
- Hendrik Tui, rugbista a 15 neozelandese (Auckland, n. 1987)

## Schermidori(2)
- Hendrik de Iongh, schermidore olandese (Dordrecht, n. 1877 - L'Aia, † 1962)
- Hendrik Scherpenhuijzen, schermidore olandese (Rotterdam, n. 1882 - Amersfoort, † 1971)

## Scrittori(1)
- Hendrik Conscience, scrittore belga (Anversa, n. 1812 - Bruxelles, † 1883)

## Scultori(3)
- Hendrik Christian Andersen, scultore, pittore e urbanista statunitense (Bergen, n. 1872 - Roma, † 1940)
- Hendrik Faydherbe, scultore e poeta fiammingo (Malines, n. 1574 - Malines, † 1629)
- Hendrik Frans Verbruggen, scultore belga (Anversa, n. 1654 - Anversa, † 1724)

## Storici della scienza(1)
- Floris Cohen, storico della scienza olandese (Haarlem, n. 1946)

## Tennisti(4)
- Hendrik Jan Davids, ex tennista olandese (De Bilt, n. 1969)
- Hendrik Dreekmann, ex tennista tedesco (Bielefeld, n. 1975)
- Hendrik Jebens, tennista tedesco (Stoccarda, n. 1995)
- Hendrik Timmer, tennista olandese (Utrecht, n. 1904 - † 1998)

## Teologi(1)
- Hendrik van Bommel, teologo olandese (Bommel - † 1570)

## Umanisti(1)
- Hendrik Laurenszoon Spiegel, umanista olandese (Amsterdam, n. 1549 - Alkmaar, † 1612)

## Vescovi cattolici(2)
- Hendrik van Beek, vescovo cattolico olandese (Amsterdam, n. 1816 - Breda, † 1884)
- Hendrik Hubert Frehen, vescovo cattolico olandese (Waubach, n. 1917 - Reykjavík, † 1986)